# Nick Savrinn
Nick Savrinn is een personage uit de televisieserie Prison Break. Savrinn is een advocaat voor Project Justice die gelooft in de zaak van Burrows en daarom samen met Veronica gaat werken. Hij doet er alles aan om Burrows uit de gevangenis te krijgen maar tevergeefs.

## Seizoen 1
Hij en Veronica hebben problemen met de politie (de Company) waar Kellerman en Hale mee samenwerken. Ze gaan voor een paar afleveringen naar een oud hutje waar zijn vader nog gewoond heeft. Daar krijgt hij bezoek van een agent genaamd Quin. Quin wordt later vermoord door Kellerman.
Uiteindelijk werkt hij samen met John Abruzzi. Hij kreeg de opdracht om Michael Scofield te chanteren voor de woonplaats van de getuige genaamd Fibonacci. Uiteindelijk laat hij Veronica gaan omdat hij haar niet durft te gijzelen. Veronica gaat naar Terrence, wat overigens niet mocht van zijn opdrachtgevers. Een van de opdrachtgevers is daar niet tevreden mee en schiet hem in de voorlaatste aflevering van seizoen 1 dood samen met zijn vader.